# Cosmoscarta decisa
Cosmoscarta decisa är en insektsart som först beskrevs av Walker 1858.  Cosmoscarta decisa ingår i släktet Cosmoscarta och familjen spottstritar. Inga underarter finns listade i Catalogue of Life.